# Astrum

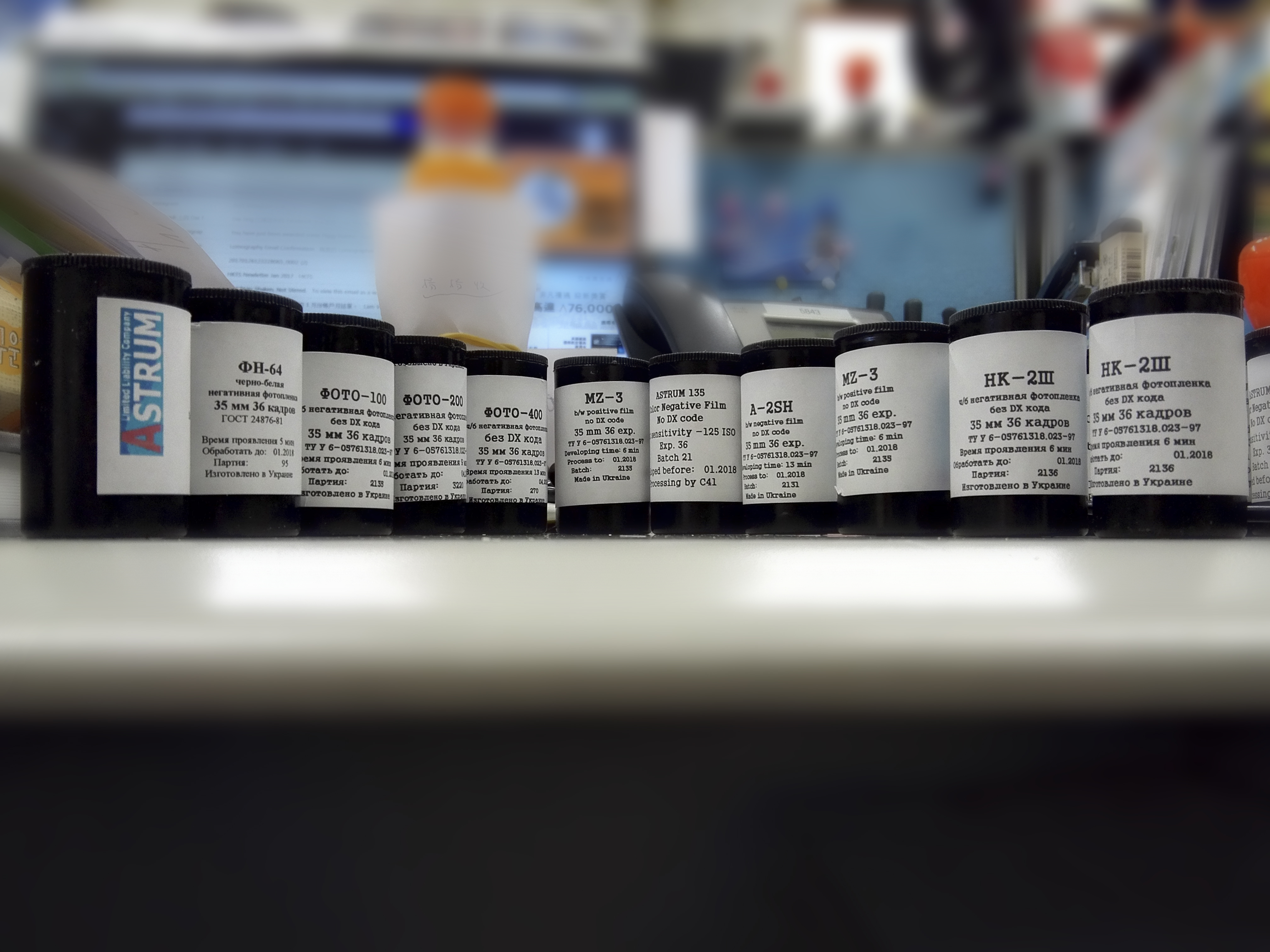
Astrum生產之菲林

Astrum成立於1995年，為烏克蘭菲林生產商，前身為蘇聯菲林品牌Svema和Tasma，兩個品牌皆於蘇聯解體後停止生產。Astrum成立後逐步恢復個別Svema和Tasma菲林，現時以黑白菲林為主，另外亦有一款彩色菲林和彩色紅外線菲林。

## 產品

### 黑白負片菲林
- ФН-64 （FN-64），ISO 64/19°
- Фoto-100 （Foto-100），ISO 100/21°
- Фoto-200 （Foto-200），ISO 200/24°
- Фoto-400 （Foto-400），ISO 400/27°

### 電影黑白負片菲林
- А-2Ш （A-2SH），ISO 400/27°
- НК-2Ш （NK-2），ISO 100/21°

### 黑白正片菲林
- МЗ-3 （MZ-3），ISO 3/6°

### 彩色菲林

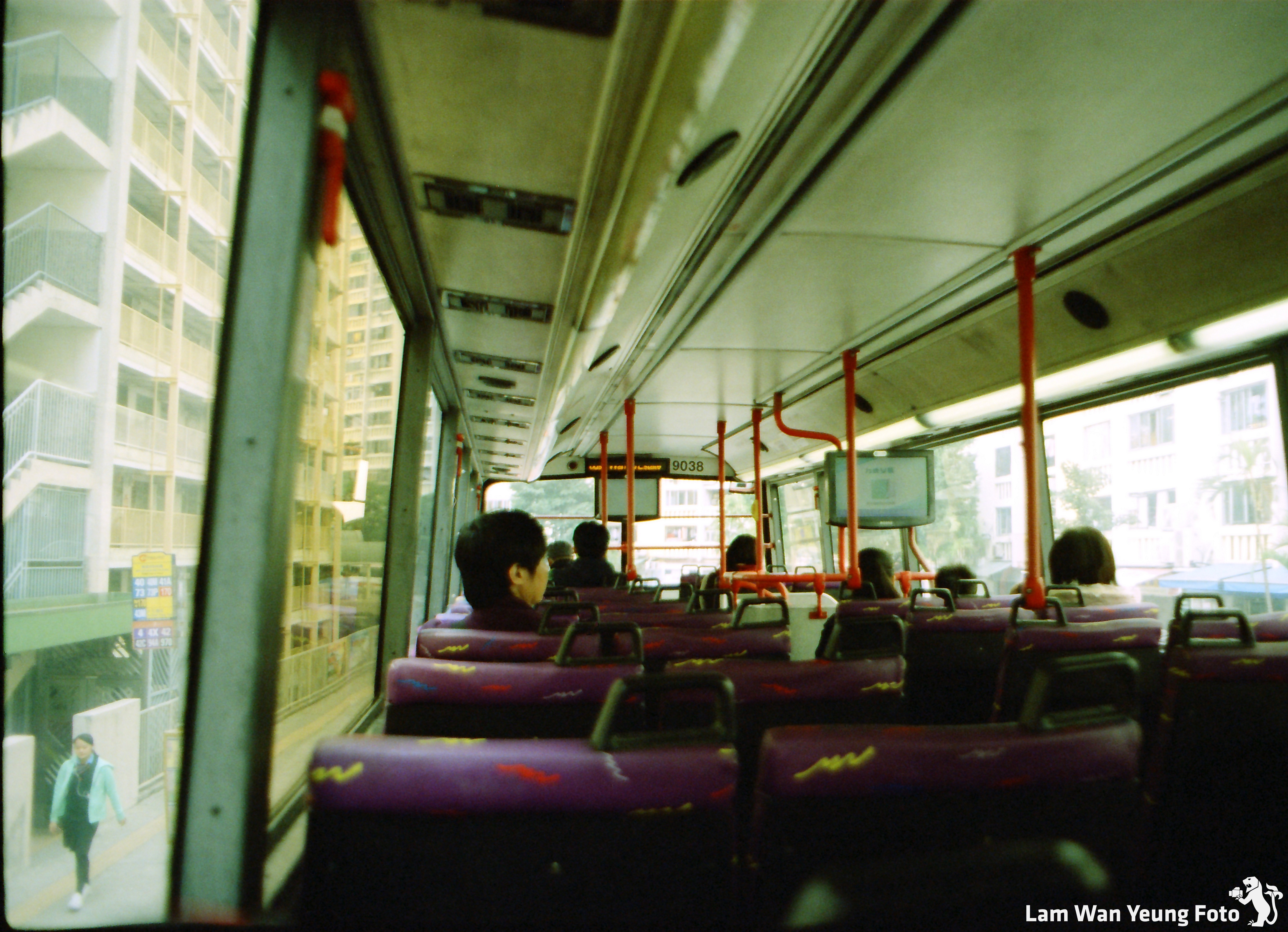
Astrum Color Negative

- Color Negative Film，ISO 125/22°
- Color Infrared Film